# رومن کوخار
رومن کوخار (انگلیسی: Roman Kukhar; ۱ ژانویهٔ ۱۹۲۰ – ۱ ژانویهٔ ۲۰۰۷) نویسنده، و شاعر اهل اوکراین بود.